# اولاف سوم نروژ
اولاف سوم نروژ (انگلیسی: Olaf III of Norway؛ c. ۱۰۵۰ – ۲۲ سپتامبر ۱۰۹۳) یک پادشاه نروژ اهل نروژ بود. 